# バングラデシュ・コンサート
『バングラデシュ・コンサート』(原題:The Concert for Bangla Desh)は、1971年8月1日にジョージ・ハリスンとラヴィ・シャンカルが共同で開催した、ロック界初の大規模なチャリティー・コンサートである『バングラデシュ難民救済コンサート』を収録したオムニバスの3枚組ライブ・アルバムである。
アメリカでは同年12月20日、日本では翌1972年2月21日に、シービーエス・ソニーレコードから発売された。

## 解説
1971年、ハリスンはシタールの師であるシャンカルから、前年11月にベンガル地方を直撃したボーラ・サイクロンと同年3月に勃発したバングラデシュ独立戦争がもたらした大量の東パキスタン難民の惨状を訴えられた。両者は同年8月1日にニューヨークのマディソン・スクエア・ガーデンで、午後2時半と午後8時の2回にわたって『バングラデシュ難民救済コンサート』を開催した。
本作はアメリカの『ビルボード』誌アルバム・チャートでは、計6週最高位第2位を獲得し、1972年度年間ランキングでも第16位に到達した。『キャッシュボックス』誌では、8週連続最高位2位を獲得し、1972年度年間ランキング第7位であった。第15回グラミー賞（1972年度）の年間最優秀アルバム賞を獲得した。
2005年、全収録曲がリミックスされ、ボーナス･トラックが加えられたデジタル・リマスター版が再発売された。

## 収録曲
- All Songs by George Harrison (except where noted)
- Performed by George Harrison (#3-5,8-10,12,18-19), Bob Dylan (#13-17,20), Ravi Shankar (#1,2), Leon Russell (#8,11), Billy Preston (#6), Don Preston (#11), Ringo Starr(#7)
- アナログ盤ではワー・ワーからがB面、明日への願いからがC面、 ジャンピン・ジャック・フラッシュ〜ヤングブラッドからがD面、はげしい雨が降るからがE面、サムシングからがF面である。またCD盤では ジャンピン・ジャック・フラッシュ〜ヤングブラッドからディスク2である。

1. イントロダクション - George Harrison/Ravi Shankar Introduction — (5:19)
2. バングラ・デューン - Bangla Dhun mdash; (16:40)
(Composed by Ravi Shankar)
3. ワー・ワー - Wah-Wah — (3:30)
4. マイ・スウィート・ロード -My Sweet Lord — (4:36)
5. アウェイティング・オン・ユー・オール - Awaiting On You All — (3:00)
6. 神の掟 - That's The Way God Planned It — (4:20)
(Composed by Billy Preston)
7. 明日への願い - It Don't Come Easy — (3:01)
(Composed by Richard Starkey)
8. ビウェア・オブ・ダークネス - Beware Of Darkness —  3:36)
9. バンド・イントロダクション - Band Introduction — (2:39)
10. ホワイル・マイ・ギター・ジェントリー・ウィープス - While My Guitar Gently Weeps — (4:53)
11. ジャンピン・ジャック・フラッシュ〜ヤングブラッド -  Medley: Jumpin' Jack Flash/Young Blood — (9:27)
Jumpin' Jack Flash (Composed by Mick Jagger/Keith Richards)
Young Blood (Composed by Jerry Lieber/Mike Stoller/Doc Pomus)
12. ヒア・カムズ・ザ・サン - Here Comes The Sun —  (2:59)
13. はげしい雨が降る - A Hard Rain's A-Gonna Fall —  (5:44)
(Composed by Bob Dylan)
14. 悲しみは果てしなく - It Takes A Lot To Laugh, It Takes A Train To Cry — (3:07)
(Composed by Bob Dylan)
15. 風に吹かれて - Blowin' In The Wind — (4:07)
(Composed by Bob Dylan)
16. ミスター・タンブリン・マン - Mr. Tambourine Man — (4:45)
(Composed by Bob Dylan)
17. 女の如く - Just Like A Woman — (4:49)
(Composed by Bob Dylan)
18. サムシング - Something —  (3:42)
19. バングラ・デッシュ - Bangla Desh —  (4:55)

### ボーナス・トラック
1. ラヴ・マイナス・ゼロ/ノーリミット - Love Minus Zero/No Limit — (4:19)
(Composed by Bob Dylan)

※2005年発売のリマスター盤に追加収録されたボーナス・トラック。

## 演奏者
- ジョージ・ハリスン - ギター、ボーカル
- エリック・クラプトン - ギター
- ボブ・ディラン - ギター、ハーモニカ、ボーカル
- クラウス・フォアマン - ベースギター
- ビリー・プレストン - キーボード、ボーカル
- レオン・ラッセル - ベース、キーボード、ボーカル
- リンゴ・スター - ドラム、タンバリン、ボーカル
- ラヴィ・シャンカル - シタール、ボーカル
- アリ・アクバル・カーン - サロード
- アラ・ラカ・カーン - タブラ
- Kamala Chakravarty - Tamboura
- ドン・プレストン - ギター、ボーカル
- ジェシ・エド・デイヴィス - ギター
- ジョーイ・モーランド、トム・エヴァンス、ピート・ハム (Credited as Badfinger) - ギター
- マイク・ギビンズ (Credited as Badfinger) - パーカッション
- カール・レイドル - ベースギター
- ジム・ケルトナー - ドラム
- ジム・ホーン、アラン・ボイトラー、チャック・ファインドリー、ジャッキー・ケルソ、ルー・マクレアリー、オリー・ミッチェル - ホーン
- ドン・ニックス、ジョー・グリーン、ドロレス・ホール、クラウディア・リニアー、ジェーニー・グリーン、マーリン・グリーン - バックコーラス